# Deutsch-Amerikanische Freundschaft
Deutsch-Amerikanische Freundschaft (также известны как DAF или D.A.F.) — электро-панк-группа из Дюссельдорфа (Германия). Название переводится как «Немецко-американская дружба», произносится «До́йч-америка́нишэ фро́йндшафт»

## История

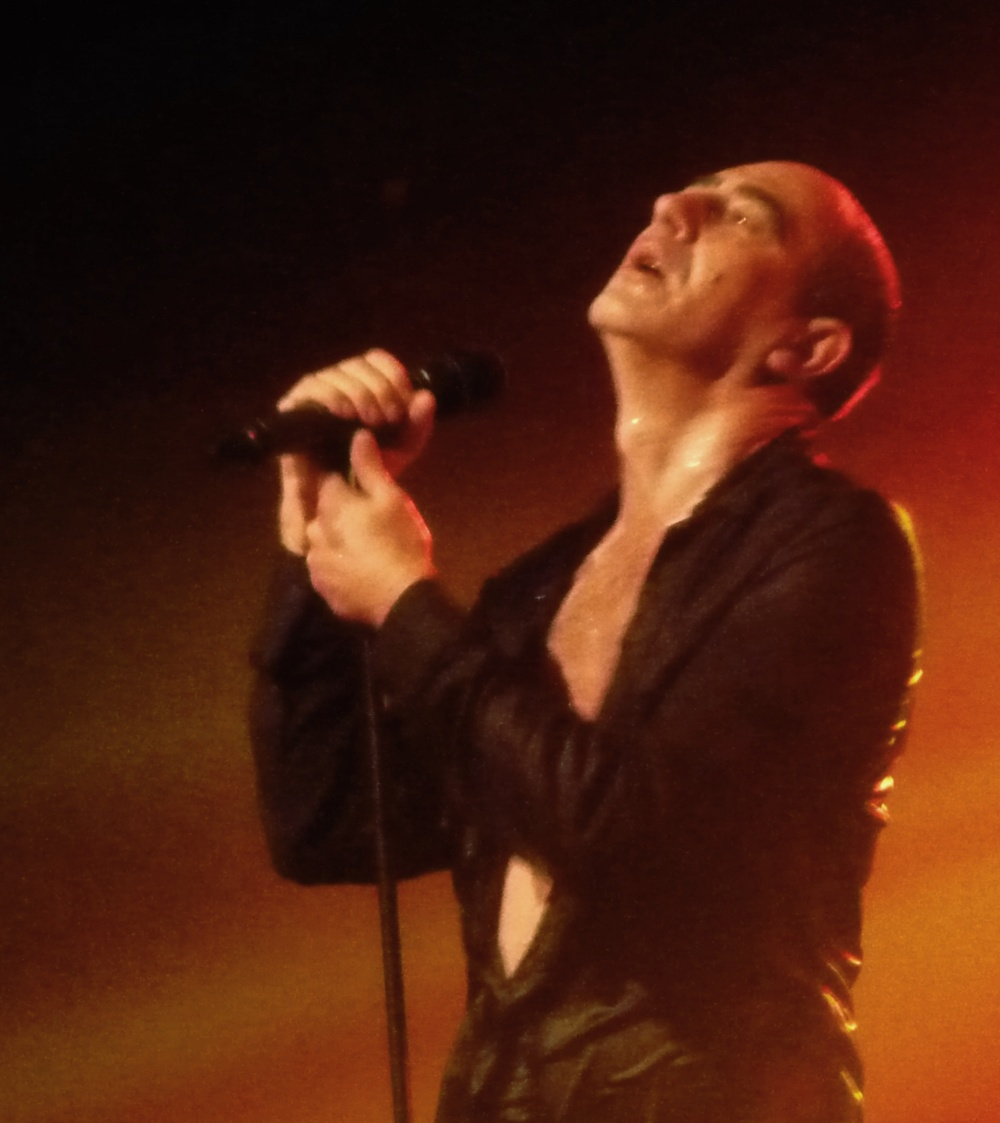
Габи Дельгадо-Лопез (концерт DAF, 2012)

Группа основана в 1978 году несколькими участниками, в числе которых были Роберт Гёрл и Габи Дельгадо-Лопес (18 апреля 1958 — 22 марта 2020), остававшиеся основными участниками DAF вплоть до смерти Дельгадо-Лопеса в 2020 году. Прочими участниками были музыканты группы Der Plan, они принимали участие в записи дебютного альбома «Ein Produkt der DAF» (1979).
Хитом, ставшим для D.A.F. прорывом, является саркастическая «Der Mussolini» («Муссолини») с альбома «Alles ist gut» (1981). Альбом был записан составом, уже сократившимся до дуэта Гёрла и Дельгадо, при продюсерской и технической поддержке легендарного Конни Планка. Альбом получил в Германии награду «Deutscher Schallplattenpreis».
В середине 1980-х музыканты начали сольные карьеры. Тогда последним студийным альбомом стал «1st Step To Heaven» (1986) с уклоном звучания в сторону танцевальной музыки. Однако, активность DAF как дуэта Гёрла и Дельгадо была возрождена с выходом альбома «15 Neue DAF-Lieder» в 2003 году, с которого была выпущена синглом анти-бушевская песня «The Sheriff» («Шериф»). В 2007 году Дельгадо отказался присоединиться к Гёрлу для серии концертов, и был заменён другим вокалистом, после чего проект был переименован в «D.A.F. Partei».

## Дискография

### Альбомы
- 1979 Produkt der Deutsch-Amerikanischen Freundschaft
- 1980 Die Kleinen Und Die Bösen
- 1981 Alles Ist Gut
- 1981 Gold Und Liebe
- 1982 Für Immer
- 1983 Live in Berlin 1980 (концертный альбом)
- 1986 1st Step To Heaven
- 1988 Best Of DAF (сборник)
- 2003 Fünfzehn Neue DAF Lieder (CD/LP, Mühltal)

### Синглы
- 1980 Kebab Träume
- 1980 Ich Und Die Wirklichkeit
- 1980 Der Räuber und der Prinz
- 1986 Pure Joy
- 1987 The Gun (Maxi-Single)
- 2003 Der Sheriff (Mühltal)